# Pere Parcet i Viñuales
Pere Parcet i Viñuales (Manlleu, 1783 – Sant Genís de Vilassar, 1854) fou un metge i cirurgià català.